# Snuitkevers (superfamilie)
De snuitkevers (Curculionoidea) zijn een superfamilie van kleine kevers uit de infraorde Cucujiformia. Er zijn ongeveer 97.000 soorten beschreven en benoemd. Het rostrum (de snuit) van een snuitkever is sterk verlengd, en bevat monddelen waarmee de kever zich kan voeden. De monddelen worden vaak gebruikt om tunneltjes te maken in granen. Bij sommige soorten wordt het eerste segment van de antenne in het rostrum gevouwen.
Veel snuitkevers worden als schadelijk beschouwd vanwege hun vermogen cultuurgewassen aan te tasten. Zo voedt de graanklander (Sitophilus granarius) zich met opgeslagen graan, en de katoensnuitkever (Anthonomus grandis) tast katoengewassen aan; hij legt zijn eieren in katoenbollen en de larven eten hun weg naar buiten. Sommige snuitkevers worden gebruikt als biologisch bestrijdingsmiddel tegen invasieve planten.

## Kenmerken
Snuitkevers danken de naam aan de soms sterk verlengde kop met de tasters die vaak in het midden of helemaal vooraan zitten. Sommige soorten hebben een minder sterk verlengde snuit (bijvoorbeeld soorten uit de onderfamilie Scolytinae) en er zijn ook kevers uit andere infraorden die een wat verlengde 'snuit' hebben, zodat bij een aantal soorten verwarring kan ontstaan. De lichaamslengte varieert van 0,1 tot 9 cm. Het lichaam is vaak onopvallend gemarmerd, soms juist zeer kleurrijk met metaalglans of bonte vlekken. De antennen zijn meestal samengesteld uit 11 geledingen, die gebogen of geknikt zijn.

## Schade aan planten
Een aantal soorten is zeer berucht om de schade die toegebracht wordt door de vraat aan granen en andere planten die dienen als voedsel voor de mens.

## Taxonomie
De classificatie van de Curculionoidea is in voortdurende ontwikkeling. In 1999 werd de indeling zoals weergegeven door Alonso-Zarazaga & Lyal de norm. Deze werd in 2002 geactualiseerd. Deze classificatie wordt ook gevolgd in het Europese project Fauna Europaea. In 2007 presenteerden Oberprieler et al. een vereenvoudigde classificatie die bij een deel van de taxonomen gehoor vindt. Oberprieler et al. gaan in hun indeling niet verder dan het niveau van tribus (geslachtengroep) en zijn nog niet normgevend voor de classificatie. Bouchard et al. (2011) geven een goed overzicht van de stand van zaken anno 2011 tot op subtribus niveau, inclusief fossiele taxa. Deze uitwerking is hieronder weergegeven. Voor de volledigheid is onderaan deze taxaboom ook nog de indeling volgens Oberprieler et al. opgenomen.
- Familie Nemonychidae Bedel, 1882 (Bastaardsnuitkevers)
  - Onderfamilie Nemonychinae Bedel, 1882
  - Onderfamilie Cimberidinae Gozis, 1882
    - Tribus Cimberidini Gozis, 1882
    - Tribus Doydirhynchini Pierce, 1916
    - Tribus Kuschelomacrini Riedel, 2010  †

  - Onderfamilie Rhinorhynchinae Voss, 1922
    - Tribus Mecomacerini Kuschel, 1994
      - Subtribus Brarina Legalov, 2009
      - Subtribus Mecomacerina Kuschel, 1994

    - Tribus Rhinorhynchini Voss, 1922

  - Onderfamilie Slonikinae Zherikhin, 1977  †
    - Tribus Slonikini Zherikhin, 1977  †
    - Tribus Ulyaniscini Legalov, 2009  †

  - Onderfamilie Eccoptarthrinae Arnoldi, 1977  †
  - Onderfamilie Brenthorrhininae Arnoldi, 1977  †
    - Tribus Brenthorrhinini Arnoldi, 1977  †
    - Tribus Brenthorrhinoidini Legalov, 2003  †

  - Onderfamilie Distenorrhininae Arnoldi, 1977  †
  - Onderfamilie Eobelinae Arnoldi, 1977  †
    - Tribus Eobelini Arnoldi, 1977  †
      - Subtribus Eobelina Arnoldi, 1977  †
      - Subtribus Procurculionina Arnoldi, 1977  †

    - Tribus Karataucarini Legalov, 2009  †
    - Tribus Nanophydini Arnoldi, 1977  †
    - Tribus Oxycorynoidini Arnoldi, 1977  †
    - Tribus Probelini Legalov, 2009  †

  - Onderfamilie Paleocartinae Legalov, 2003  †
    - Tribus Nebrenthorrhinini Legalov, 2007  †
    - Tribus Paleocartini Legalov, 2003  †

  - Onderfamilie Metrioxenoidinae Legalov, 2009  †
  - Onderfamilie Cretonemonychinae Gratshev & Legalov, 2009  †
  - Onderfamilie Selengarhynchinae Gratshev & Legalov, 2009  †
- Familie Anthribidae Billberg, 1820 (Boksnuitkevers)
  - Onderfamilie Anthribinae Billberg, 1820
    - Tribus Anthribini Billberg, 1820
    - Tribus Basitropini Lacordaire, 1865
    - Tribus Corrhecerini Lacordaire, 1865
    - Tribus Cratoparini LeConte, 1876
    - Tribus Cretanthribini Legalov, 2009  †
    - Tribus Decataphanini Lacordaire, 1865
    - Tribus Discotenini Lacordaire, 1865
    - Tribus Ecelonerini Lacordaire, 1865
    - Tribus Ischnocerini Lacordaire, 1865
    - Tribus Gymnognathini Valentine, 1960
    - Tribus Jordanthribini Morimoto, 1980
    - Tribus Mauiini Valentine, 1990
    - Tribus Mecocerini Lacordaire, 1865
    - Tribus Mycteini Morimoto, 1972
    - Tribus Ozotomerini Morimoto, 1972
    - Tribus Piesocorynini Valentine, 1960
    - Tribus Platyrhinini Bedel, 1882
    - Tribus Platystomini Pierce, 1916
    - Tribus Proscoporhinini Lacordaire, 1865
    - Tribus Ptychoderini Jekel, 1855
    - Tribus Sintorini Lacordaire, 1865
    - Tribus Stenocerini Kolbe, 1895
    - Tribus Tophoderini Lacordaire, 1865
    - Tribus Trigonorhinini Valentine, 1999
    - Tribus Tropiderini Lacordaire, 1865
    - Tribus Xenocerini Lacordaire, 1865
    - Tribus Xylinadini Lacordaire, 1865
    - Tribus Zygaenodini Lacordaire, 1865

  - Onderfamilie Choraginae Kirby, 1819
    - Tribus Apolectini Lacordaire, 1865
    - Tribus Araecerini Lacordaire, 1865
    - Tribus Cisanthribini Zimmerman, 1994
    - Tribus Choragini Kirby, 1819
    - Tribus Valenfriesiini Alonso-Zarazaga & Lyal, 1999
    - Tribus Xenorchestini Lacordaire, 1865

  - Onderfamilie Urodontinae Thomson, 1859
- Familie Ulyanidae Zherikhin, 1993  †
- Familie Belidae Schönherr, 1826
  - Onderfamilie Belinae Schönherr, 1826
    - Tribus Agnesiotidini Zimmerman, 1994
    - Tribus Belini Schönherr, 1826
      - Subtribus Belina Schönherr, 1826
      - Subtribus Homalocerina Legalov, 2009

    - Tribus Pachyurini Kuschel, 1959

  - Onderfamilie Oxycoryninae Schönherr, 1840
    - Tribus Aglycyderini Wollaston, 1864
    - Tribus Alloxycorynini Legalov, 2009
    - Tribus Distenorrhinoidini Legalov, 2009
    - Tribus Metrioxenini Voss, 1953
      - Subtribus Afrocorynina Voss, 1957
      - Subtribus Metrioxenina Voss, 1953
      - Subtribus Zherichinixenina Legalov, 2009

    - Tribus Oxycorynini Schönherr, 1840
      - Subtribus Allocorynina Sharp, 1890
      - Subtribus Oxycorynina Schönherr, 1840
      - Subtribus Oxycraspedina Marvaldi & Oberprieler, 2006
- Familie Caridae Thompson, 1992
  - Onderfamilie Carinae Thompson, 1992
  - Onderfamilie Chilecarinae Legalov, 2009
    - Tribus Carodini Legalov, 2009
    - Tribus Chilecarini Legalov, 2009

  - Onderfamilie Baissorhynchinae Zherikhin, 1993  †
- Familie Attelabidae Billberg, 1820 (Bladrolkevers)
  - Onderfamilie Attelabinae Billberg, 1820
    - Tribus Attelabini Billberg, 1820
      - Subtribus Attelabina Billberg, 1820
      - Subtribus Euscelina Voss, 1925
      - Subtribus Euscelophilina Voss, 1925
      - Subtribus Henicolabina Legalov, 2007
      - Subtribus Himatolabina Legalov, 2003
      - Subtribus Hybolabina Voss, 1925
      - Subtribus Isolabina Legalov, 2007
      - Subtribus Lagenoderina Voss, 1925
      - Subtribus Lamprolabina Voss, 1925
      - Subtribus Metocalolabina Legalov, 2003
      - Subtribus Omolabina Legalov, 2003
      - Subtribus Paramecolabina Legalov, 2003
      - Subtribus Phialodina Legalov, 2003
      - Subtribus Phymatolabina Voss, 1925
      - Subtribus Phymatopsinina Legalov, 2003
      - Subtribus Pleurolabina Legalov, 2003

    - Tribus Euopini Voss, 1925
    - Tribus Pilolabini Voss, 1925

  - Onderfamilie Apoderinae Jekel, 1860
    - Tribus Apoderini Jekel, 1860
    - Tribus Clitostylini Voss, 1929
      - Subtribus Allapoderina Legalov, 2003
      - Subtribus Clitostylina Voss, 1929
      - Subtribus Pseudophrysina Legalov, 2003

    - Tribus Hoplapoderini Voss, 1926
      - Subtribus Afroapoderina Legalov, 2003
      - Subtribus Hoplapoderina Voss, 1926
      - Subtribus Paratomapoderina Legalov, 2003

    - Tribus Trachelophorini Voss, 1926

  - Onderfamilie Rhynchitinae Gistel, 1848
    - Tribus Auletini Desbrochers des Loges, 1908
      - Subtribus Auletina Desbrochers des Loges, 1908
      - Subtribus Auletobiina Legalov, 2001
      - Subtribus Guineauletina Legalov, 2003
      - Subtribus Mandelschtamiina Legalov, 2003
      - Subtribus Pseudauletina Voss, 1933
      - Subtribus Pseudomesauletina Legalov, 2003

    - Tribus Auletorhinini Voss, 1935
    - Tribus Byctiscini Voss, 1923
      - Subtribus Byctiscina Voss, 1923
      - Subtribus Listrobyctiscina Legalov, 2003
      - Subtribus Svetlanaebyctiscina Legalov, 2003

    - Tribus Cesauletini Legalov, 2003
    - Tribus Deporaini Voss, 1929
      - Subtribus Chonostropheina Morimoto, 1962
      - Subtribus Deporaina Voss, 1929

    - Tribus Minurini Legalov, 2003
    - Tribus Rhinocartini Voss, 1931
    - Tribus Rhynchitini Gistel, 1848
      - Subtribus Acritorrhynchitina Legalov, 2007
      - Subtribus Anisomerinina Legalov, 2003
      - Subtribus Eugnamptina Voss, 1930
      - Subtribus Lasiorhynchitina Legalov, 2003
      - Subtribus Perrhynchitina Legalov, 2003
      - Subtribus Rhynchitallina Legalov, 2003
      - Subtribus Rhynchitina Gistel, 1848
      - Subtribus Temnocerina Legalov, 2003

  - Onderfamilie Isotheinae Scudder, 1893
    - Tribus Isotheini Scudder, 1893
      - Subtribus Depasophilina Legalov, 2003
      - Subtribus Isotheina Scudder, 1893  †

    - Tribus Toxorhynchini Scudder, 1893  †

  - Onderfamilie Pterocolinae Lacordaire, 1865
- Familie Brentidae Billberg, 1820
  - Onderfamilie Brentinae Billberg, 1820
    - Tribus Brentini Billberg, 1820
      - Subtribus Arrhenodina Lacordaire, 1865
      - Subtribus Brentina Billberg, 1820
      - Subtribus Eremoxenina Semenov, 1892

    - Tribus Cyladini Schönherr, 1823
    - Tribus Cyphagogini Kolbe, 1892
      - Subtribus Atopobrentina Damoiseau, 1965
      - Subtribus Cyphagogina Kolbe, 1892
      - Subtribus Dominibrentina Poinar, 2009  †
      - Subtribus Hoplopisthiina Senna & Calabresi, 1919
      - Subtribus Stereodermina Sharp, 1895

    - Tribus Pholidochlamydini Damoiseau, 1962
    - Tribus Taphroderini Lacordaire, 1865
    - Tribus Trachelizini Lacordaire, 1865
      - Subtribus Acratina Alonso-Zarazaga, Lyal, Bartolozzi & Sforzi, 1999
      - Subtribus Ithystenina Lacordaire, 1865
      - Subtribus Microtrachelizina Zimmerman, 1994
      - Subtribus Pseudoceocephalina Kleine, 1922
      - Subtribus Rhyticephalina Kleine, 1922
      - Subtribus Trachelizina Lacordaire, 1865
      - Subtribus Tychaeina Schoenfeldt, 1908

    - Tribus Ulocerini Schönherr, 1823

  - Onderfamilie Eurhynchinae Lacordaire, 1863
    - Tribus Axelrodiellini Legalov, 2009  †
    - Tribus Eurhynchini Lacordaire, 1863

  - Onderfamilie Apioninae Schönherr, 1823
    - Supertribus Apionitae Schönherr, 1823
      - Tribus Apionini Schönherr, 1823
        - Subtribus Apionina Schönherr, 1823
        - Subtribus Aplemonina Kissinger, 1968
        - Subtribus Aspidapiina Alonso-Zarazaga, 1990
        - Subtribus Catapiina Alonso-Zarazaga, 1990
        - Subtribus Ceratapiina Alonso-Zarazaga, 1990
        - Subtribus Exapiina Alonso-Zarazaga, 1990
        - Subtribus Ixapiina Alonso-Zarazaga, 1990
        - Subtribus Kalcapiina Alonso-Zarazaga, 1990
        - Subtribus Malvapiina Alonso-Zarazaga, 1990
        - Subtribus Metapiina Alonso-Zarazaga, 1990
        - Subtribus Oxystomatina Alonso-Zarazaga, 1990
        - Subtribus Piezotrachelina Voss, 1959
        - Subtribus Prototrichapiina Wanat, 1995
        - Subtribus Synapiina Alonso-Zarazaga, 1990
        - Subtribus Trichapiina Alonso-Zarazaga, 1990

      - Tribus Chilapiini Wanat, 2001
      - Tribus Noterapiini Kissinger, 2004
      - Tribus Podapiini Wanat, 2001
      - Tribus Rhinorhynchidiini Zimmerman, 1994

    - Supertribus Antliarhinitae Schönherr, 1823
    - Supertribus Cybebitae Lacordaire, 1863
    - Supertribus Mecolenitae Wanat, 2001
    - Supertribus Myrmacicelitae Zimmerman, 1994
      - Tribus Lispotheriini Wanat, 2001
      - Tribus Myrmacicelini Zimmerman, 1994

    - Supertribus Rhadinocybitae Alonso-Zarazaga, 1992
      - Tribus Notapionini Zimmerman, 1994
      - Tribus Rhadinocybini Alonso-Zarazaga, 1992

    - Supertribus Tanaitae Schönherr, 1839

  - Onderfamilie Ithycerinae Schönherr, 1823
  - Onderfamilie Microcerinae Lacordaire, 1863
  - Onderfamilie Nanophyinae Gistel, 1848
    - Tribus Corimaliini Alonso-Zarazaga, 1989
    - Tribus Nanophyini Gistel, 1848
- Familie Dryophthoridae Schönherr, 1825
  - Onderfamilie Dryophthorinae Schönherr, 1825
  - Onderfamilie Cryptodermatinae Bovie, 1908
  - Onderfamilie Orthognathinae Lacordaire, 1865
    - Tribus Orthognathini Lacordaire, 1865
    - Tribus Rhinostomini LeConte, 1874

  - Onderfamilie Rhynchophorinae Schönherr, 1833
    - Tribus Diocalandrini Zimmerman, 1993
    - Tribus Litosomini Lacordaire, 1865
    - Tribus Ommatolampini Lacordaire, 1865
    - Tribus Polytini Zimmerman, 1993
    - Tribus Rhynchophorini Schönherr, 1833
    - Tribus Sphenophorini Lacordaire, 1865

  - Onderfamilie Stromboscerinae Lacordaire, 1865
- Familie Brachyceridae Billberg, 1820
  - Onderfamilie Brachycerinae Billberg, 1820
    - Tribus Brachycerini Billberg, 1820
    - Tribus Byrsopini Germar, 1829

  - Onderfamilie Cryptolarynginae Schalkwyk, 1966
  - Onderfamilie Erirhininae Schönherr, 1825
    - Tribus Aonychini Zimmerman, 1993
    - Tribus Arthrostenini Reitter, 1913
    - Tribus Cretuliini Legalov, 2009  †
    - Tribus Erirhinini Schönherr, 1825
    - Tribus Himasthlophallini Zherikhin, 1991
    - Tribus Stenopelmini LeConte, 1876
    - Tribus Tadiini Zimmerman, 1993
    - Tribus Tanysphyrini Gistel, 1848

  - Onderfamilie Ocladiinae Lacordaire, 1865
    - Tribus Desmidophorini Morimoto, 1962
    - Tribus Ocladiini Lacordaire, 1865

  - Onderfamilie Raymondionyminae Reitter, 1913
    - Tribus Myrtonymini Kuschel, 1990
    - Tribus Raymondionymini Reitter, 1913
- Familie Curculionidae Latreille, 1802[1] (Snuitkevers)
  - Onderfamilie Curculioninae Latreille, 1802[1]
    - Tribus Acalyptini Thomson, 1859
      - Subtribus Acalyptina Thomson, 1859
      - Subtribus Derelomina Lacordaire, 1865
      - Subtribus Notolomina Franz, 2006
      - Subtribus Phyllotrogina Franz, 2006
      - Subtribus Staminodeina Franz, 2006

    - Tribus Acentrusini Alonso-Zarazaga, 2005
    - Tribus Ancylocnemidini Voss, 1962
    - Tribus Anthonomini Thomson, 1859
    - Tribus Camarotini Schönherr, 1833
      - Subtribus Camarotina Schönherr, 1833
      - Subtribus Prionomerina Lacordaire, 1863

    - Tribus Ceratopodini Lacordaire, 1863
    - Tribus Cionini Schönherr, 1825
    - Tribus Cranopoeini Kuschel, 2009
    - Tribus Cryptoplini Lacordaire, 1863
    - Tribus Curculionini Latreille, 1802[1]
      - Subtribus Curculionina Latreille, 1802[1]
      - Subtribus Pseudobalaninina Heller, 1925
      - Subtribus Timolina Heller, 1925

    - Tribus Diabathrariini Lacordaire, 1863
    - Tribus Ellescini Thomson, 1859
      - Subtribus Dorytomina Bedel, 1886
      - Subtribus Ellescina Thomson, 1859

    - Tribus Erodiscini Lacordaire, 1863
    - Tribus Eugnomini Lacordaire, 1863
      - Subtribus Eugnomina Lacordaire, 1863
      - Subtribus Meriphina Marshall, 1937

    - Tribus Gonipterini Lacordaire, 1863
    - Tribus Mecinini Gistel, 1848
    - Tribus Nerthopini Lacordaire, 1865
    - Tribus Otidocephalini Lacordaire, 1863
    - Tribus Piazorhinini Lacordaire, 1863
    - Tribus Prionobrachiini Hustache, 1938
    - Tribus Pyropini Lacordaire, 1865
    - Tribus Rhamphini Rafinesque, 1815
      - Subtribus Dinorhopalina Voss, 1936
      - Subtribus Ixalmina Voss, 1936
      - Subtribus Rhamphina Rafinesque, 1815
      - Subtribus Tachygonina Lacordaire, 1865

    - Tribus Smicronychini Seidlitz, 1891 nomen protectum
    - Tribus Sphaeriopoeini Kuschel, 2003
    - Tribus Storeini Lacordaire, 1863
    - Tribus Styphlini Jekel, 1861
    - Tribus Tychiini Gistel, 1848
      - Subtribus Demimaeina Voss, 1937
      - Subtribus Lignyodina Bedel, 1883
      - Subtribus Ochyromerina Voss, 1935
      - Subtribus Tychiina Gistel, 1848

    - Tribus Ulomascini Lacordaire, 1865
    - Tribus Viticiini Morimoto, 1983

  - Onderfamilie Bagoinae Thomson, 1859 nomen protectum
  - Onderfamilie Baridinae Schönherr, 1836
    - Tribus Ambatini Lacordaire, 1863
    - Tribus Anopsilini Bondar, 1942
    - Tribus Apostasimerini Schönherr, 1844
      - Subtribus Apostasimerina Schönherr, 1844
      - Subtribus Madopterina Lacordaire, 1865
      - Subtribus Thaliabaridina Bondar, 1943
      - Subtribus Torcina Bondar, 1943
      - Subtribus Zygobaridina Pierce, 1907

    - Tribus Baridini Schönherr, 1836
      - Subtribus Baridina Schönherr, 1836
      - Subtribus Coelonertina Casey, 1922
      - Subtribus Coleomerina Casey, 1922
      - Subtribus Diorymerina Jekel, 1865
      - Subtribus Eurhinina Lacordaire, 1865

    - Tribus Madarini Jekel, 1865
      - Subtribus Barymerina Lacordaire, 1865
      - Subtribus Eutoxina Champion, 1908
      - Subtribus Leptoschoinina Lacordaire, 1865
      - Subtribus Madarina Jekel, 1865
      - Subtribus Tonesiina Alonso-Zarazaga & Lyal, 1999

    - Tribus Neosharpiini Hoffmann, 1956
    - Tribus Nertinini Voss, 1954
    - Tribus Optatini Champion, 1907
    - Tribus Pantotelini Lacordaire, 1865
      - Subtribus Cyrionychina Casey, 1922
      - Subtribus Pantotelina Lacordaire, 1865

    - Tribus Peridinetini Lacordaire, 1865

  - Onderfamilie Ceutorhynchinae Gistel, 1848
    - Tribus Ceutorhynchini Gistel, 1848
    - Tribus Cnemogonini Colonnelli, 1979
    - Tribus Egriini Pajni & Kohli, 1982
    - Tribus Hypohypurini Colonnelli, 2004
    - Tribus Hypurini Schultze, 1902
    - Tribus Lioxyonychini Colonnelli, 1984
    - Tribus Mecysmoderini Wagner, 1938
    - Tribus Mononychini LeConte, 1876
    - Tribus Phytobiini Gistel, 1848
    - Tribus Scleropterini Schultze, 1902

  - Onderfamilie Conoderinae Schönherr, 1833
    - Tribus Arachnopodini Lacordaire, 1865
    - Tribus Campyloscelini Schönherr, 1845
      - Subtribus Campyloscelina Schönherr, 1845
      - Subtribus Corynemerina Hustache, 1929
      - Subtribus Phaenomerina Faust, 1898

    - Tribus Conoderini Schönherr, 1833
    - Tribus Coryssomerini Thomson, 1859
    - Tribus Coryssopodini Lacordaire, 1865
    - Tribus Lechriopini Lacordaire, 1865
    - Tribus Lobotrachelini Lacordaire, 1865
    - Tribus Mecopini Lacordaire, 1865
    - Tribus Menemachini Lacordaire, 1865
    - Tribus Othippiini Morimoto, 1962
    - Tribus Peloropodini Hustache, 1932
    - Tribus Piazurini Lacordaire, 1865
    - Tribus Sphadasmini Lacordaire, 1865
    - Tribus Trichodocerini Champion, 1906
    - Tribus Zygopini Lacordaire, 1865

  - Onderfamilie Cossoninae Schönherr, 1825
    - Tribus Acamptini LeConte, 1876
    - Tribus Acanthinomerini Voss, 1972
    - Tribus Allomorphini Folwaczny, 1973
    - Tribus Aphyllurini Voss, 1955
    - Tribus Araucariini Kuschel, 1966
    - Tribus Choerorhinini Folwaczny, 1973
    - Tribus Cossonini Schönherr, 1825
    - Tribus Cryptommatini Voss, 1972
    - Tribus Dryotribini LeConte, 1876
    - Tribus Microxylobiini Voss, 1972
    - Tribus Nesiobiini Alonso-Zarazaga & Lyal, 1999
    - Tribus Neumatorini Folwaczny, 1973
    - Tribus Onychiini Chapuis, 1869
    - Tribus Onycholipini Wollaston, 1873
    - Tribus Pentarthrini Lacordaire, 1865
    - Tribus Proecini Voss, 1956
    - Tribus Pseudapotrepini Champion, 1909
    - Tribus Rhyncolini Gistel, 1848
      - Subtribus Phloeophagina Voss, 1955
      - Subtribus Pseudomimina Voss, 1939
      - Subtribus Rhyncolina Gistel, 1848

    - Tribus Tapiromimini Voss, 1972

  - Onderfamilie Cryptorhynchinae Schönherr, 1825
    - Tribus Aedemonini Faust, 1898
    - Tribus Camptorhinini Lacordaire, 1865
    - Tribus Cryptorhynchini Schönherr, 1825
      - Subtribus Cryptorhynchina Schönherr, 1825
      - Subtribus Mecistostylina Lacordaire, 1865
      - Subtribus Tylodina Lacordaire, 1865

    - Tribus Gasterocercini Zherikhin, 1991
    - Tribus Psepholacini Lacordaire, 1865
    - Tribus Sophrorhinini Lacordaire, 1865
    - Tribus Torneumatini Bedel, 1884

  - Onderfamilie Cyclominae Schönherr, 1826
    - Tribus Amycterini Waterhouse, 1854
    - Tribus Aterpini Lacordaire, 1863 nomen protectum
      - Subtribus Aterpina Lacordaire, 1863 nomen protectum
      - Subtribus Rhadinosomina Lacordaire, 1863

    - Tribus Cyclomini Schönherr, 1826
    - Tribus Dichotrachelini Hoffmann, 1957
    - Tribus Hipporhinini Lacordaire, 1863
    - Tribus Listroderini LeConte, 1876
    - Tribus Notiomimetini Wollaston, 1873
    - Tribus Rhythirrinini Lacordaire, 1863

  - Onderfamilie Entiminae Schönherr, 1823
    - Tribus Agraphini Horn, 1876
    - Tribus Alophini LeConte, 1874
    - Tribus Anomophthalmini Morrone, 1998
    - Tribus Anypotactini Champion, 1911
    - Tribus Blosyrini Lacordaire, 1863
    - Tribus Brachyderini Schönherr, 1826
    - Tribus Celeuthetini Lacordaire, 1863
      - Subtribus Celeuthetina Lacordaire, 1863
      - Subtribus Isopterina Morimoto & Kojima, 2001

    - Tribus Cneorhinini Lacordaire, 1863
    - Tribus Cratopodini Hustache, 1919
    - Tribus Cylydrorhinini Lacordaire, 1863
    - Tribus Cyphicerini Lacordaire, 1863
      - Subtribus Acanthotrachelina Marshall, 1944
      - Subtribus Cyphicerina Lacordaire, 1863
      - Subtribus Mylacorrhinina Reitter, 1913
      - Subtribus Myllocerina Pierce, 1913
      - Subtribus Phytoscaphina Lacordaire, 1863

    - Tribus Ectemnorhinini Lacordaire, 1863
    - Tribus Elytrurini Marshall, 1956
    - Tribus Embrithini Marshall, 1942
    - Tribus Entimini Schönherr, 1823
    - Tribus Episomini Lacordaire, 1863
    - Tribus Eudiagogini LeConte, 1874
    - Tribus Eupholini Günther, 1943
    - Tribus Eustylini Lacordaire, 1863
    - Tribus Geonemini Gistel, 1848
    - Tribus Holcorhinini Desbrochers des Loges, 1898
    - Tribus Hormorini Horn, 1876
    - Tribus Laparocerini Lacordaire, 1863
    - Tribus Leptostethini Lacordaire, 1863
    - Tribus Lordopini Schönherr, 1823
    - Tribus Mesostylini Reitter, 1913
    - Tribus Myorhinini Marseul, 1863
    - Tribus Nastini Reitter, 1913
    - Tribus Naupactini Gistel, 1848 nomen protectum
    - Tribus Nothognathini Marshall, 1916
    - Tribus Omiini Shuckard, 1839
    - Tribus Oosomini Lacordaire, 1863
    - Tribus Ophryastini Lacordaire, 1863
    - Tribus Ophtalmorrhynchini Hoffmann, 1965
    - Tribus Otiorhynchini Schönherr, 1826
    - Tribus Ottistirini Heller, 1925
    - Tribus Pachyrhynchini Schönherr, 1826
    - Tribus Peritelini Lacordaire, 1863
    - Tribus Phyllobiini Schönherr, 1826
    - Tribus Polycatini Marshall, 1956
    - Tribus Polydrusini Schönherr, 1823
    - Tribus Premnotrypini Kuschel, 1956
    - Tribus Pristorhynchini Heer, 1847  †
    - Tribus Prypnini Lacordaire, 1863
    - Tribus Psallidiini Lacordaire, 1863
    - Tribus Rhyncogonini Sharp, 1919
    - Tribus Sciaphilini Sharp, 1891
    - Tribus Sitonini Gistel, 1848
    - Tribus Tanymecini Lacordaire, 1863
      - Subtribus Piazomiina Reitter, 1913
      - Subtribus Tainophthalmina Desbrochers des Loges, 1873
      - Subtribus Tanymecina Lacordaire, 1863

    - Tribus Tanyrhynchini Schönherr, 1826
    - Tribus Thecesternini Lacordaire, 1863
    - Tribus Trachyphloeini Gistel, 1848
      - Subtribus Trachyphilina Voss, 1948
      - Subtribus Trachyphloeina Gistel, 1848

    - Tribus Tropiphorini Marseul, 1863
    - Tribus Typhlorhinini Kuschel, 1954

  - Onderfamilie Hyperinae Marseul, 1863 (1848)
    - Tribus Cepurini Capiomont, 1867
    - Tribus Hyperini Marseul, 1863 (1848)

  - Onderfamilie Lixinae Schönherr, 1823
    - Tribus Cleonini Schönherr, 1826 nomen protectum
    - Tribus Lixini Schönherr, 1823
    - Tribus Rhinocyllini Lacordaire, 1863

  - Onderfamilie Mesoptiliinae Lacordaire, 1863
    - Tribus Carciliini Pierce, 1916
    - Tribus Laemosaccini Lacordaire, 1865
    - Tribus Magdalidini Pascoe, 1870 nomen protectum
    - Tribus Mesoptiliini Lacordaire, 1863

  - Onderfamilie Molytinae Schönherr, 1823
    - Tribus Anoplini Bedel, 1883
    - Tribus Amalactini Lacordaire, 1863
    - Tribus Aminyopini Voss, 1956
    - Tribus Amorphocerini Voss, 1939
    - Tribus Anchonini Imhoff, 1856
    - Tribus Brachyceropseini Aurivillius, 1926
    - Tribus Cholini Schönherr, 1825
      - Subtribus Cholina Schönherr, 1825
      - Subtribus Cholomina Vaurie, 1974
      - Subtribus Rhinastina Vaurie, 1973

    - Tribus Cleogonini Gistel, 1848
    - Tribus Conotrachelini Jekel, 1865
    - Tribus Cycloterini Lacordaire, 1863
      - Subtribus Cycloterina Lacordaire, 1863
      - Subtribus Thrombosternina Voss, 1965

    - Tribus Dinomorphini Lacordaire, 1863
    - Tribus Emphyastini Lacordaire, 1863
    - Tribus Euderini Lacordaire, 1865
    - Tribus Galloisiini Morimoto, 1962
    - Tribus Guioperini Lacordaire, 1865
    - Tribus Hylobiini Kirby, 1837
      - Subtribus Epistrophina Marshall, 1932
      - Subtribus Hylobiina Kirby, 1837

    - Tribus Ithyporini Lacordaire, 1865
      - Subtribus Colobodina Voss, 1958
      - Subtribus Ithyporina Lacordaire, 1865
      - Subtribus Sclerocardiina Lacordaire, 1865

    - Tribus Itini Reitter, 1913
    - Tribus Juanorhinini Aurivillius, 1931
    - Tribus Lepyrini Kirby, 1837
    - Tribus Lithinini Lacordaire, 1863
      - Subtribus Lithinina Lacordaire, 1863
      - Subtribus Rhytidophloeina Voss, 1963

    - Tribus Lymantini Lacordaire, 1865
    - Tribus Mecysolobini Reitter, 1913
    - Tribus Metatygini Pascoe, 1888
    - Tribus Molytini Schönherr, 1823
      - Subtribus Leiosomatina Reitter, 1913
      - Subtribus Molytina Schönherr, 1823
      - Subtribus Plinthina Lacordaire, 1863
      - Subtribus Typoderina Voss, 1965

    - Tribus Nettarhinini Lacordaire, 1865
    - Tribus Pacholenini Lacordaire, 1863
    - Tribus Paipalesomini Marshall, 1932
    - Tribus Petalochilini Lacordaire, 1863
    - Tribus Phoenicobatini Champion, 1914
    - Tribus Phrynixini Kuschel, 1964
    - Tribus Pissodini Gistel, 1848
      - Subtribus Cotasteromimina Morimoto, 1962
      - Subtribus Orthorhinina Jekel, 1865
      - Subtribus Pissodina Gistel, 1848

    - Tribus Sternechini Lacordaire, 1863
    - Tribus Styanacini Chûjô & Voss, 1960
    - Tribus Trachodini Gistel, 1848
    - Tribus Trigonocolini Lacordaire, 1863
    - Tribus Trypetidini Lacordaire, 1865

  - Onderfamilie Orobitidinae Thomson, 1859
  - Onderfamilie Xiphaspidinae Marshall, 1920
  - Onderfamilie Scolytinae Latreille, 1804
    - Tribus Amphiscolytini Mandelshtam & Beaver, 2003
    - Tribus Bothrosternini Blandford, 1896
    - Tribus Cactopinini Chamberlin, 1939
    - Tribus Carphodicticini Wood, 1971
    - Tribus Coptonotini Chapuis, 1869
    - Tribus Corthylini LeConte, 1876
      - Subtribus Corthylina LeConte, 1876
      - Subtribus Pityophthorina Eichhoff, 1878

    - Tribus Cryphalini Lindemann, 1877
    - Tribus Crypturgini LeConte, 1876
    - Tribus Cylindrobrotini Kirejtshuk, Azar, Beaver, Mandelshtam & Nel, 2009  †
    - Tribus Diamerini Hagedorn, 1909
    - Tribus Dryocoetini Lindemann, 1877
    - Tribus Hexacolini Eichhoff, 1878
    - Tribus Hylastini LeConte, 1876
    - Tribus Hylesinini Erichson, 1836
    - Tribus Hylurgini Gistel, 1848
    - Tribus Hyorrhynchini Hopkins, 1915
    - Tribus Hypoborini Nüsslin, 1911
    - Tribus Ipini Bedel, 1888
    - Tribus Micracidini LeConte, 1876
    - Tribus Phloeosinini Nüsslin, 1912
    - Tribus Phloeotribini Chapuis, 1869
    - Tribus Phrixosomatini Wood, 1978
    - Tribus Polygraphini Chapuis, 1869
    - Tribus Premnobiini Browne, 1962
    - Tribus Scolytini Latreille, 1804
    - Tribus Scolytoplatypodini Blandford, 1893
    - Tribus Xyleborini LeConte, 1876
    - Tribus Xyloctonini Eichhoff, 1878
    - Tribus Xyloterini LeConte, 1876

  - Onderfamilie Platypodinae Shuckard, 1839
    - Tribus Mecopelmini Thompson, 1992
    - Tribus Platypodini Shuckard, 1839
    - Tribus Schedlariini Wood & Bright, 1992
    - Tribus Tesserocerini Strohmeyer, 1914
      - Subtribus Diapodina Strohmeyer, 1914
      - Subtribus Tesserocerina Strohmeyer, 1914

### Taxonomie Oberprieler et al.
- Familie Anthribidae
- Familie Attelabidae
- Familie Belidae
- Familie Brentidae
- Familie Caridae
- Familie Curculionidae
  - Onderfamilie Baridinae
  - Onderfamilie Brachycerinae
  - Onderfamilie Cossoninae
  - Onderfamilie Curculioninae
  - Onderfamilie Cyclominae
  - Onderfamilie Dryophthorinae
  - Onderfamilie Entiminae
  - Onderfamilie Molytinae
  - Onderfamilie Platypodinae
  - Onderfamilie Scolytinae
- Familie Nemonychidae

### Soorten
Enkele soorten zijn:
- Stokroossnuitkever (Rhopalapion longirostre (Olivier 1807))
- Hazelaarbladrolkever (Apoderus (Apoderus) coryli (Linnaeus 1758))
- Aardappelsnuitkever (Cylas formicarius (Fabricius, 1798))
- Lissnuitkever (Mononychus punctumalbum (Herbst 1784))
- Hazelnootboorder (Curculio (Curculio) nucum Linnaeus 1758)
- Eikelboorder (Curculio (Curculio) glandium Marsham 1802)
- Gegroefde lapsnuitkever (Otiorhynchus (Dorymerus) sulcatus (Fabricius 1775))
- Groene snuitkever (Phyllobius (Dieletus) argentatus (Linnaeus 1758))
- Neoglanis intermedius (Neoglanis (Neoglanis) intermedius (Boheman 1842))
- Dennensnuitkever (Hylobius (Callirus) abietis (Linnaeus 1758))
- Kleine dennensnuitkever (Pissodes (Pissodes) castaneus (De Geer 1775))
- Graanklander (Sitophilus granarius (Linnaeus 1758))
- Rijstklander (Sitophilus oryzae (Linnaeus 1763))

## Afbeeldingen

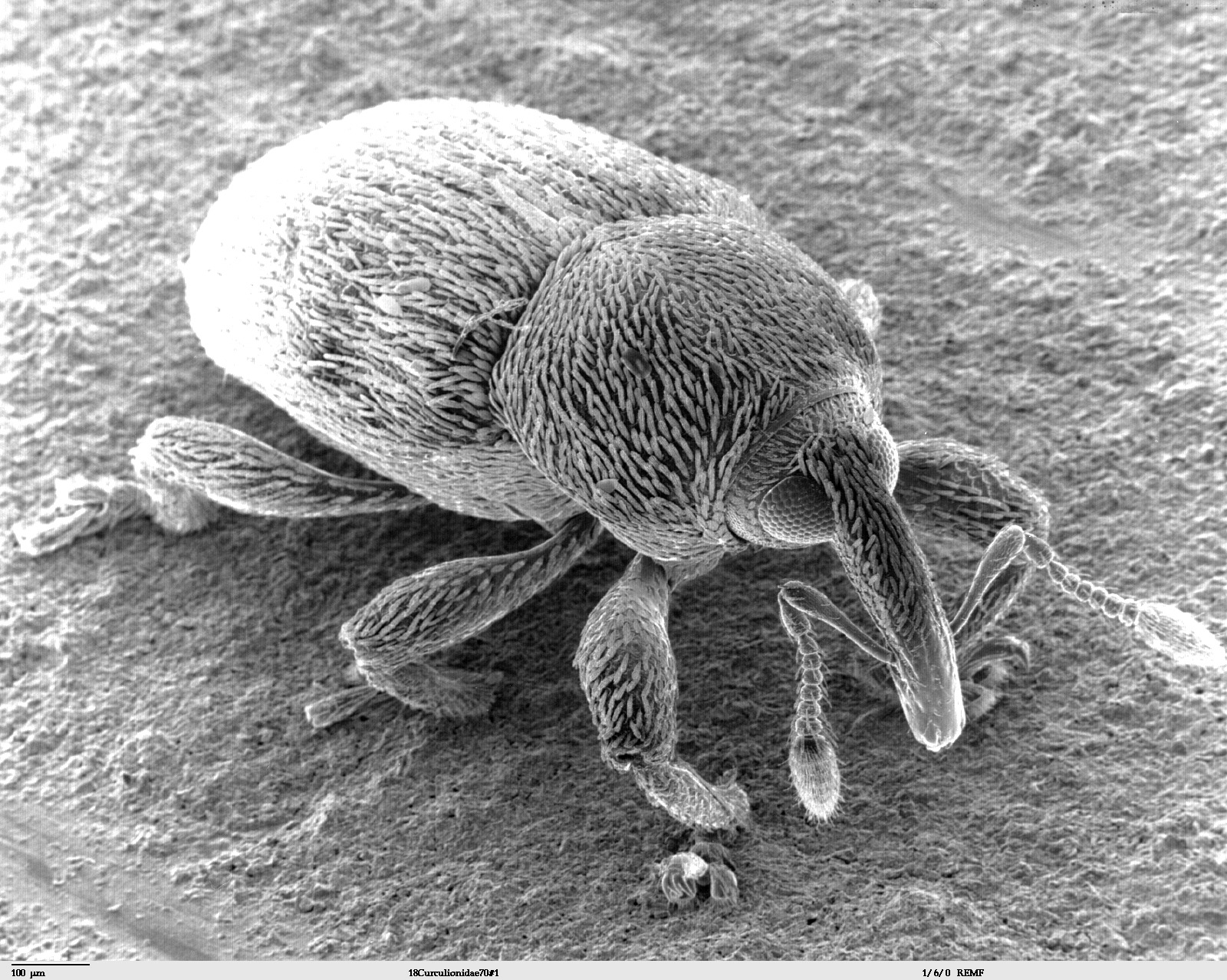
SEM-opname
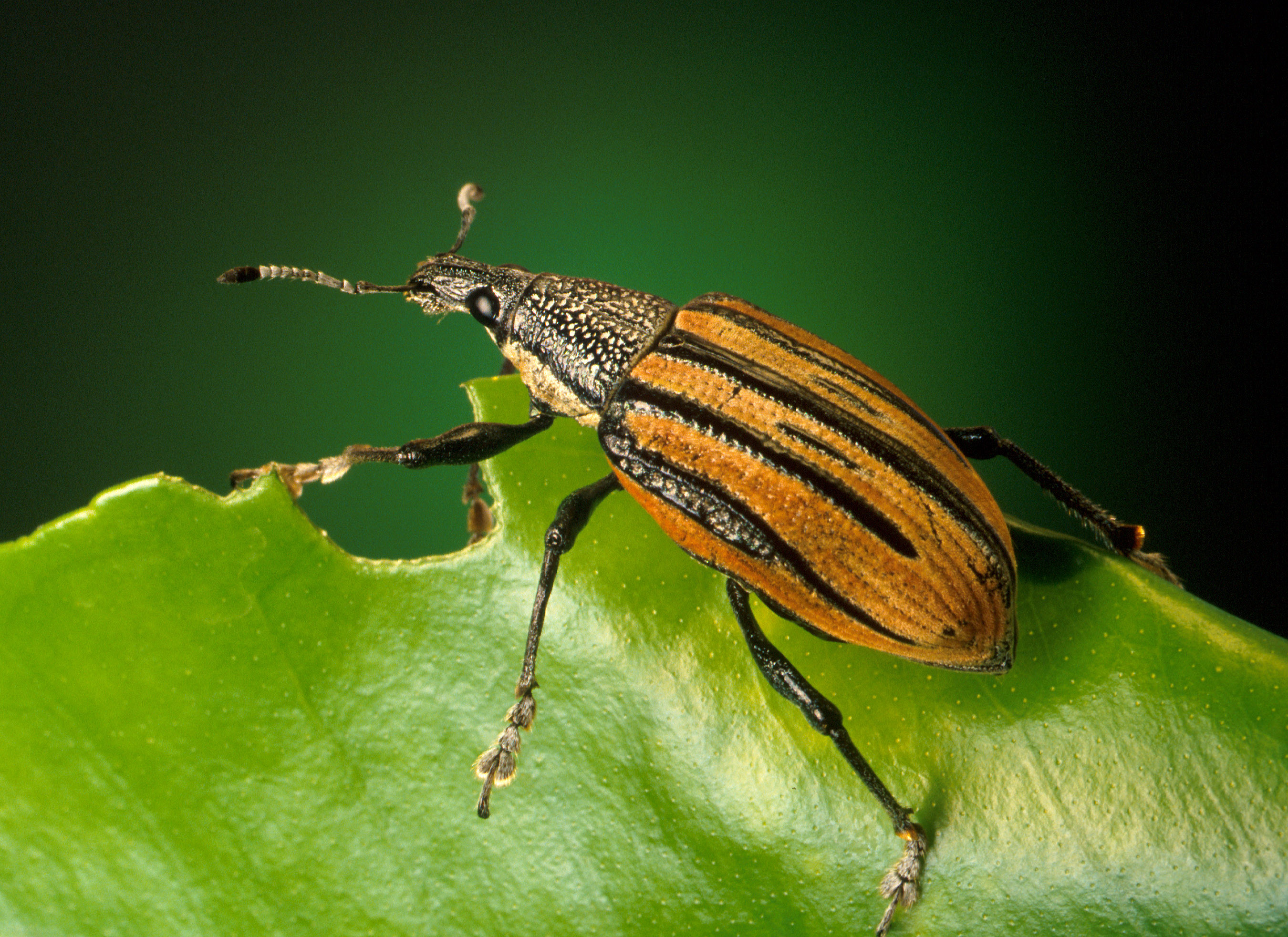
Diaprepes abbreviatus
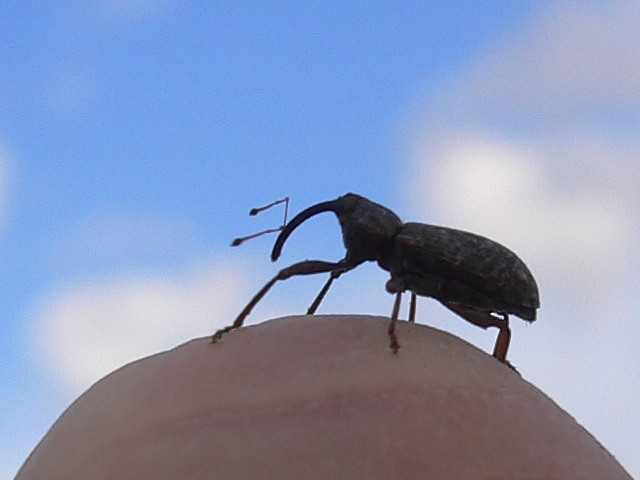
Dorytomus longimanus
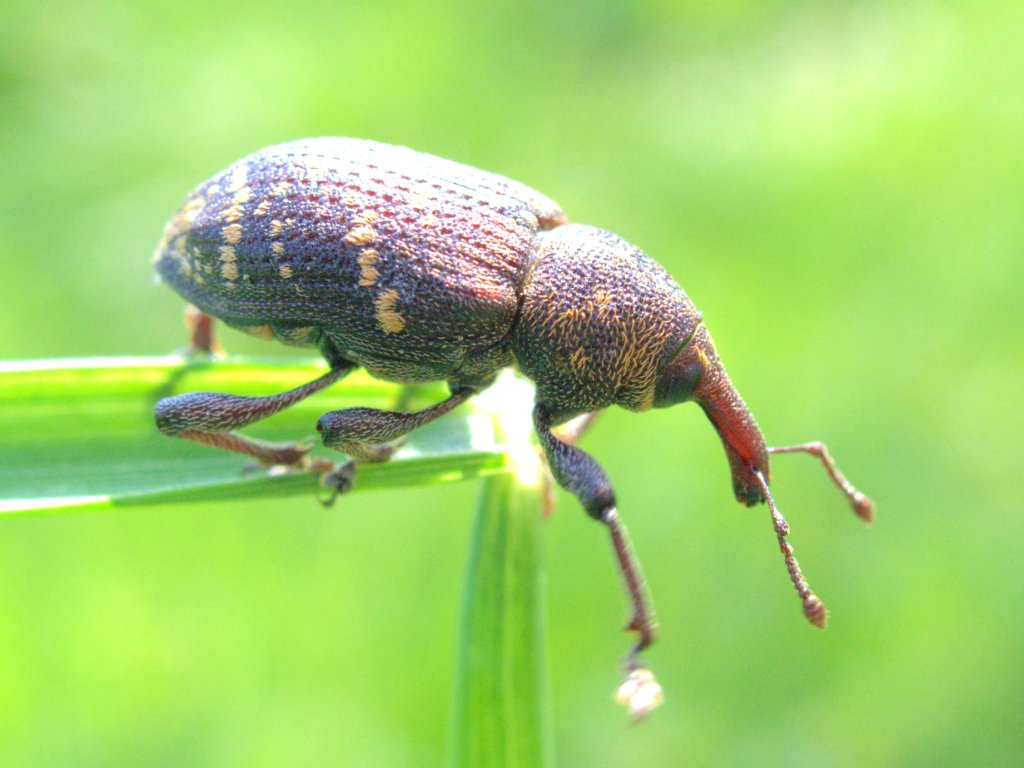
Dennensnuitkever (Hylobius abietis)
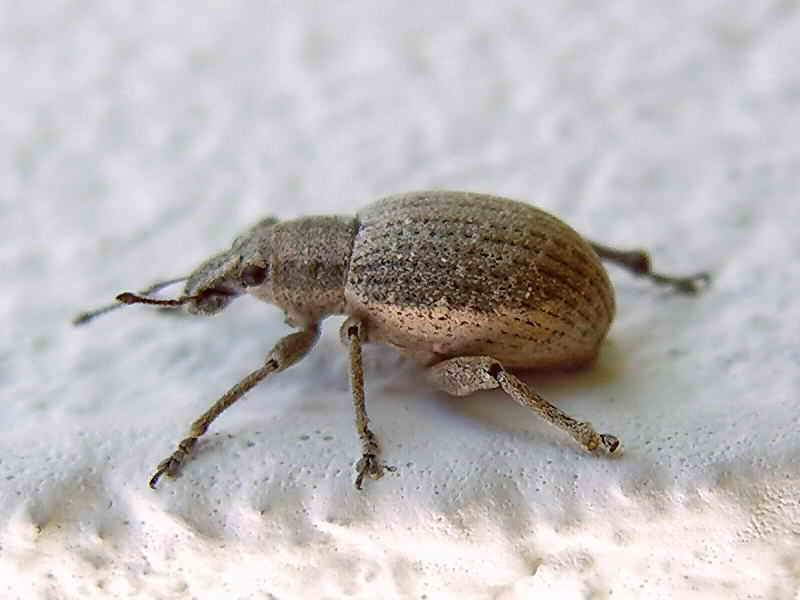
Attactagenus albinus
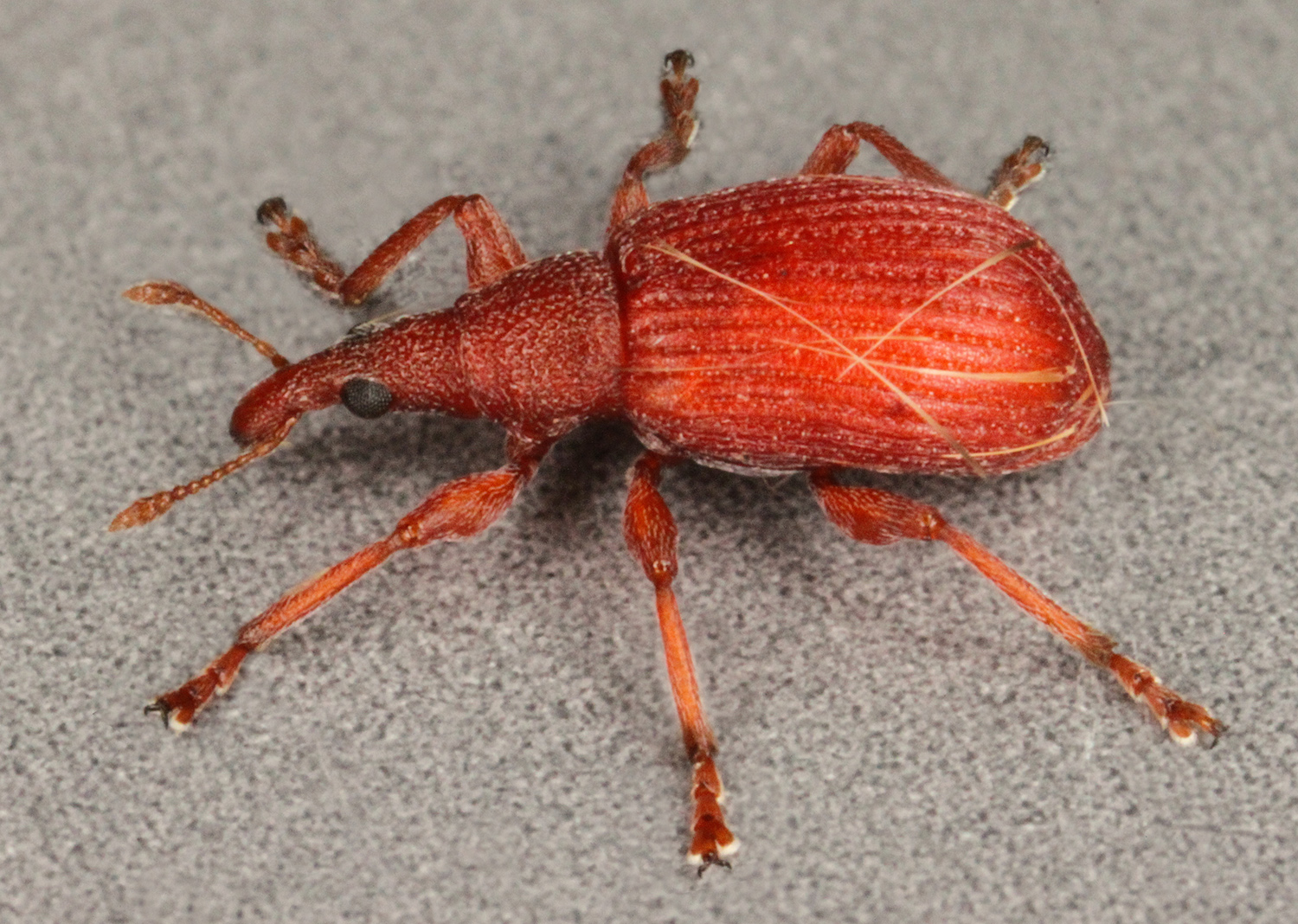
Menierood zuringspitsmuisje (Apion frumentarium)